# St. Franziskus (Riemke)

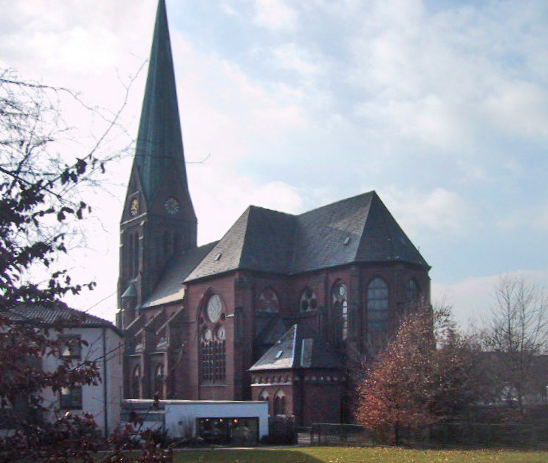
Pfarrkirche St. Franziskus

Die katholische Kirche St. Franziskus ist ein denkmalgeschütztes Kirchengebäude, in Riemke, einem Stadtteil von Bochum in Nordrhein-Westfalen.

## Geschichte und Architektur
Die neugotische Backsteinbasilika mit einer Apsis im 5/8-Schluss wurde 1891/92 nach einem Entwurf von Hermann Wielers errichtet. Das Querhaus und der Westturm unter einem Spitzhelm ergänzen die Anlage.
Bei Bombenangriffen im Zweiten Weltkrieg ging der Dachreiter verloren und die Gewölbe stürzten ein. Die Fenstermaßwerke wurden ebenfalls stark beschädigt. Der Wiederaufbau erfolgte bis 1949, allerdings ohne das Südquerhausportal.
Die Wände sind durch Gruppenfenster, zum Teil mit einfachem Maßwerk und Strebewerk gegliedert. Das mit schrägen Gewänden, Archivolten und Säulen versehene Portal öffnet sich zum Turm. Der Turm ist reich mit Blenden und Fenstern geschmückt. Die Fassade wird durch übereck gestellte, kapellenartige Nebeneingänge bereichert. Im Innenraum ruhen Kreuzrippengewölbe auf Pfeilern mit eckigen Vorlagen.
Zur Ausstattung gehören drei geschnitzte Retabel der Wiedenbrücker Schule von 1896; sie wurden nach einer Vereinfachung wieder ergänzt. Der Kreuzweg wurde um 1900 von Anton Waller geschaffen.
Das Geläut besteht aus zwei Gussstahlglocken des Bochumer Vereins von 1946 (fis′ und a′) und einer Bronzeglocke von Petit & Gebr. Edelbrock von 1924 (a′).

## Pastor
Im August 2019 wurde Pastor Thomas Quadt im Gemeindehaus überfallen und schwer verletzt.